# Mizar (groupe)
Pour les articles homonymes, voir Mizar.
Mizar (macédonien : Мизар) est un groupe macédonien de rock, originaire de Skopje, république fédérative socialiste de Yougoslavie. Il est formé en 1983 et il est très célèbre en Macédoine ainsi que dans le reste de l'ex-Yougoslavie. Son premier album, Mizar, est le tout premier enregistrement rock en langue macédonienne (les artistes macédoniens chantaient la plupart du temps en serbo-croate car c'était la langue la plus répandue en Yougoslavie). Ce même album eut un tel succès qu'il figure dans le top 10 des albums rock les plus vendus en Yougoslavie.

## Histoire
Formé en 1981, le groupe ne sort son premier album qu'en 1988. Au cours de son histoire, Mizar connait trois « révélations », avec trois chanteurs différents. Mizar était composé pendant la première révélation de Gorazd Čapovski (guitare), Risto Vrtev (chant), Ilija Stojanovski (guitare basse), Panta Džambazoski (batterie).
En 1985, le chanteur Risto Vrtev est remplacé par Goran Tanevski, et le claviériste Slobodan Stojanovski joint lui aussi le groupe. Mizar commence alors à utiliser les musiques folklorique et byzantine, et entre dans sa deuxième révélation. Entre 1986 et 1987, le groupe connait plusieurs changements, par exemple la participation temporaire de Goran Trajkoski comme bassiste. En 1988, Mizar enregistre enfin son premier album. Le groupe est alors composé de Goran Tanevski (chant), Gorazd Čapovski (guitare), Boris Georgiev (batterie) (ancien membre des Badmingtons), Sašo Krstevski (guitare basse), et Katerina Veljanovska (claviers).
Le second album, Svjat Dreams, vient en 1991, son nom est inspiré par la chanson Sweet Dreams (Are Made of This) d'Eurythmics. Peu après, le chanteur Goran Tanevski quitta le groupe et fut brièvement remplacé par Nora. Le groupe se sépare la même année.
En 2001, plusieurs groupes macédoniens sortent un album-hommage, Tribute to Mizar. Deux ans plus tard, les deux albums du groupe sortent en CD. Mizar, entamant sa troisième révélation, est reformé en 2003, avec Goran Trajkovski comme chanteur. Le groupe joue au festival EXIT de Novi Sad, en Serbie puis à Zagreb, en Croatie. En 2004 sort le nouvel album 'Terrible Beauty (is Born) puis le groupe part en tournée en 2005.
Le 6 mars 2014, Mizar joue en tant au concert Simple Minds, organisé au Kale Hall de Skopje. Čapovski annonce, en parallèle, la sortie du nouvel album, appelé Colorful Cow, enregistré dans le studio Do-re-mi. Sur cet album, le groupe revient aux sources rock, se libérant de la musique traditionnelle macédonienne et du patriotisme. En tant que premier single de l'album, la chanson Indian Summer est publiée, suivie par la chanson Nebo qui fait participer la chanteuse Jana Burceska (ancienne participante à l'émission de talent musical Makedonski Idol).

## Style musical et image
Le style musical du groupe appartient au post-punk, le dark wave et le rock gothique. À côté d'influences comme Joy Division, Mizar utilise des éléments de musique traditionnelle macédonienne et la musique byzantine. Le groupe utilise aussi beaucoup le chant liturgique et plusieurs chansons sont chantées en vieux-slave.
Avec son image d'avant-garde, ses références à l'Église orthodoxe et son soutien à l'indépendance de la Macédoine, le groupe était plutôt mal perçu par le régime communiste. Il reçoit toutefois une grande attention de la part des médias et fit de nombreuses apparitions dans les programmes de Makedonska Radio Televizija. Son nom vient de l'étoile Zeta Ursae Majoris, souvent appelée Mizar, qui fait partie de la Grande Ourse.

## Membres
- Gorazd Čapovski - guitare
- Zoran Origjanski
- Pece Kitanovski
- Harmosini - chœur byzantin masculin
- Vlatko Georgiev - claviers

## Discographie
- 1988 : Mizar
- 1991 : Svjat Dreams
- 2003 : Svjedodzba
- 2004 : Terrible Beauty (is Born) (Kobna ubavina)
- 2007 : A View to the Flower Garden
- 2010 : The Child and the White Sea
- 2014 : Coloured Cow
- 2022 : Večna Praznina (Eternal Emptiness)